# Whitneya
Whitneya é um género botânico pertencente à família Asteraceae.